# Nephrochirus
Nephrochirus là một chi nhện trong họ Oonopidae.